# Les Festes d'Orphée

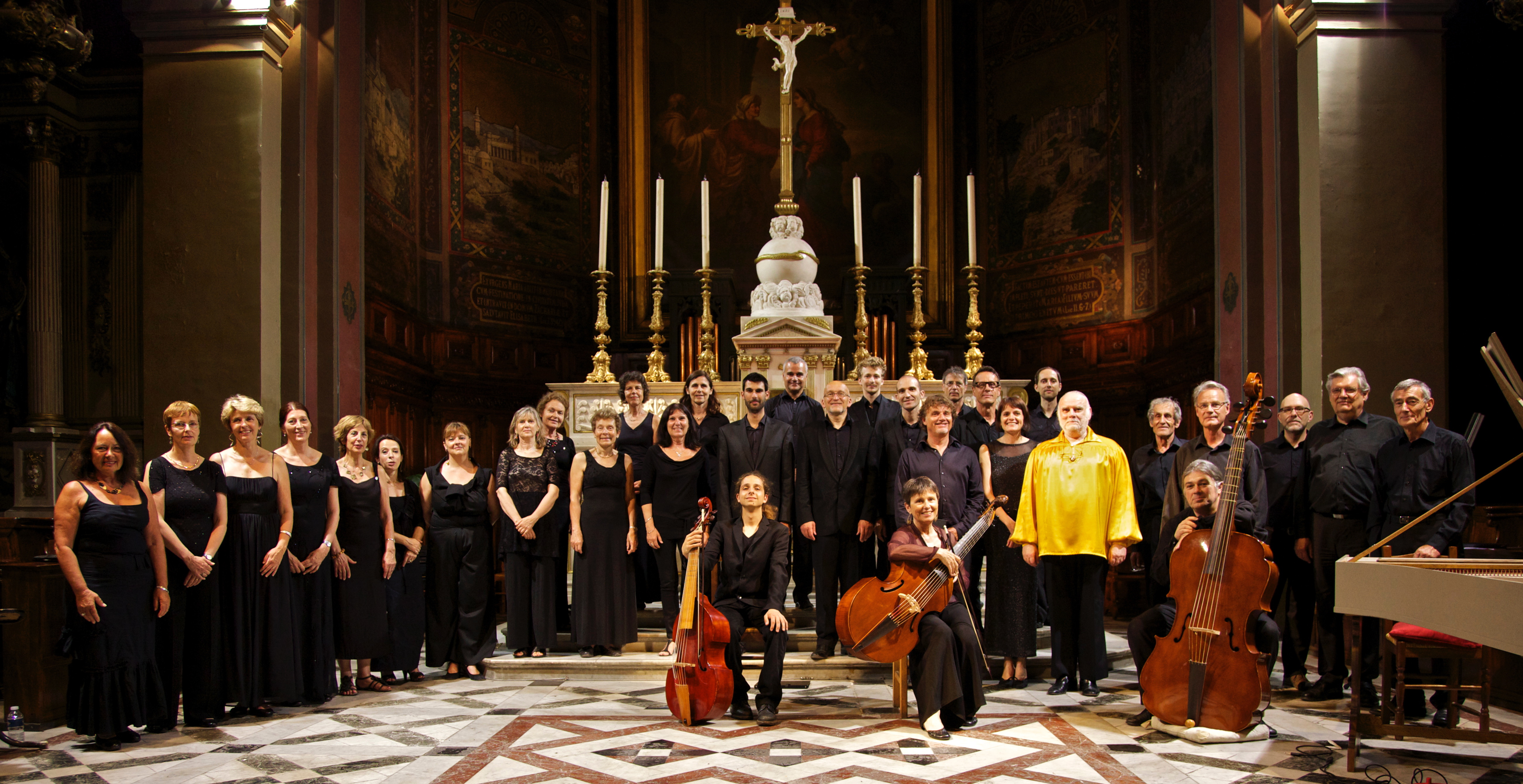
Le grand chœur des Festes d'Orphée

Les Festes d'Orphée est un ensemble de musique baroque, basé dans les Bouches-du Rhône, créé et dirigé par Guy Laurent durant 31 saisons, de 1986 à 2018.

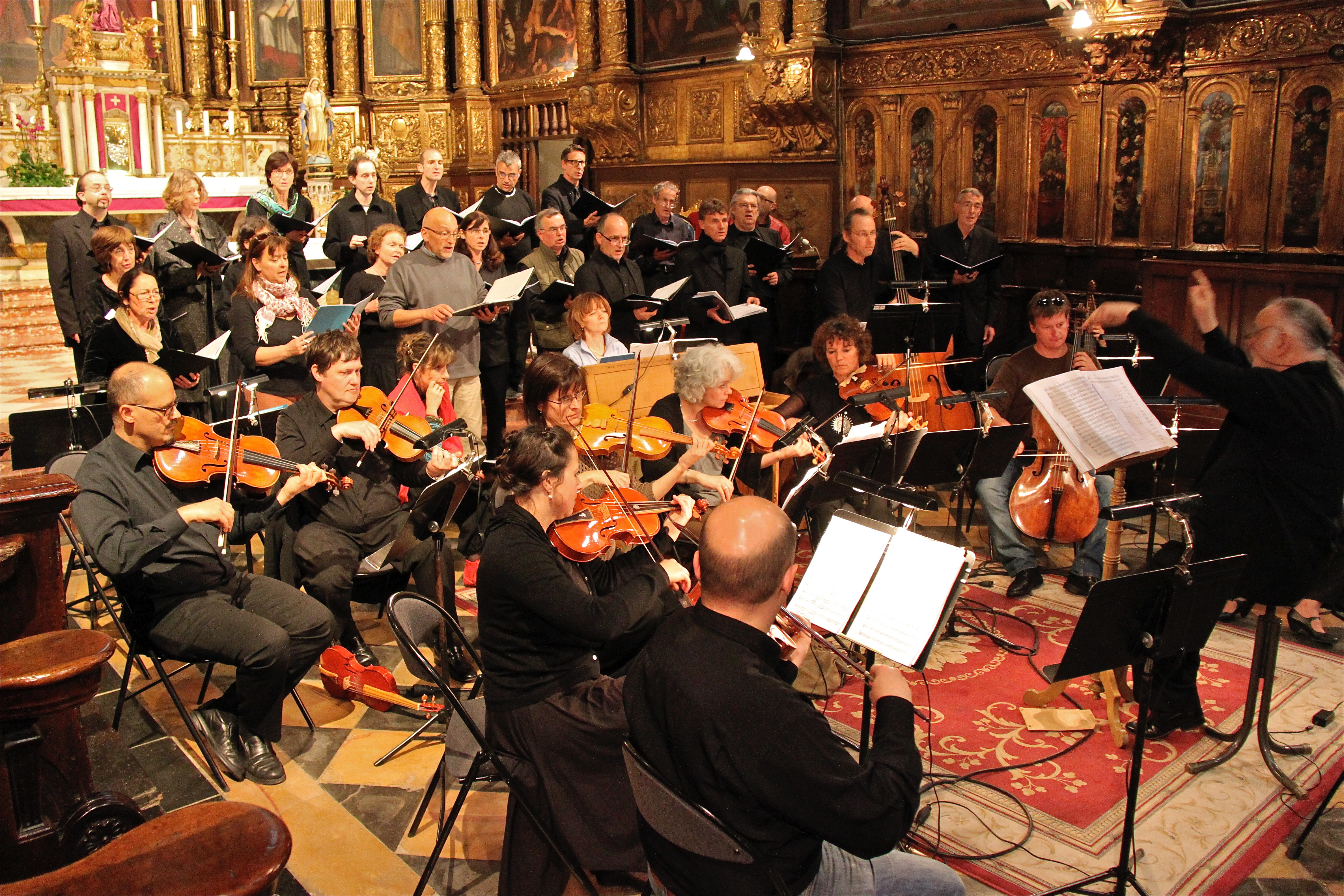
Les Festes d'Orphée en la Basilique Saint-Pierre d'Avignon

Sous son nom, il a compté de nombreuses formations vocales et instrumentales (comprenant un orchestre
baroque), principalement consacrées à la renaissance des répertoires provençaux, dans leur diversité. Il s’est également associé à des interprètes spécialisés de renom.

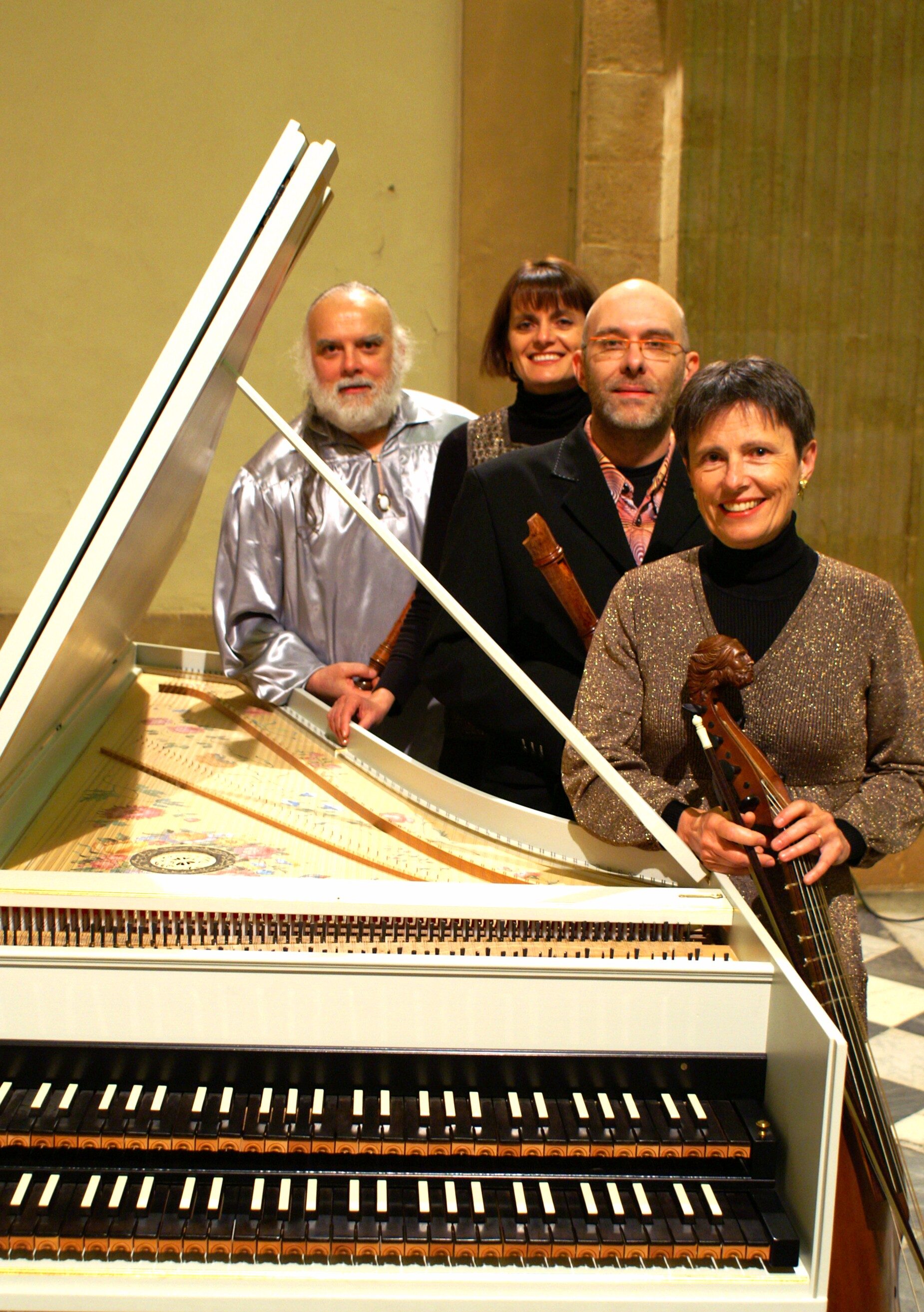
Ensemble instrumental des Festes d'Orphée

Une vingtaine de compositeurs régionaux ont été redécouverts (plus d’une centaine d’œuvres re-créées), ainsi que la part de production méconnue des plus célèbres d’entre eux, mis en miroir avec les grands auteurs baroques européens, et des répertoires du Moyen Âge à nos jours.
L’Ensemble a produit de très nombreux concerts (région Provence, France, au-delà), et a enregistré 10 CD, toujours disponibles.

## Discographie
- Les Maîtres baroques de Provence : 5 volumes
- Un Noël en Provence : 3 volumes
- Musiques des Cathédrales des Anciennes provinces de France (K617) : 2 volumes